# Conguaco
Conguaco es un municipio del departamento de Jutiapa, en el área oriental de la República de Guatemala; por su ubicación geográfica es llamado «El Mirador de Oriente».
Después de la Independencia de Guatemala el poblado de Conguaco era parte del Circuito de Jalpatagua en el Distrito N.º 3 (Mita) para la impartición de justicia por medio del entonces novedoso método de juicios de jurados.

## Toponimia
Existen varias versiones sobre el origen del topónimco «Conguaco». Una versión indica que el nombre significa «lugar de piedras hondas o conchas de moler»; por su parte, la versión más aceptada en la comunidad es que el topónimo se deriva de la palabra «Guaco», la cual corresponde a una planta medicinal muy utilizada por los pobladores.
Cuando ocurrieron las epidemias de Colera morbus en 1837 y en 1857 durante los gobiernos de Mariano Gálvez y de Rafael Carrera, respectivamente, no se podía combatir con ningún medicamento; los pobladores de la localidad hallaron que la única cura era la planta medicinal Guaco, que hasta la fecha es utilizada para tratar problemas estomacales.  Se cree que de allí se originó el topónimo «Conguaco», pues cuando alguien preguntaba a una persona con qué se había curado un enfermo, esta le contestaba que se había curado «Con Guaco».[cita requerida]

## Gobierno municipal
Los municipios se encuentran regulados en diversas leyes de la República, que establecen su forma de organización, lo relativo a la conformación de sus órganos administrativos y los tributos destinados para los mismos.  Aunque se trata de entidades autónomas, se encuentran sujetas a la legislación nacional. Las principales leyes que rigen a los municipios en Guatemala desde 1985 son:
| N.º | Ley                                                | Descripción |
| --- | -------------------------------------------------- | --- |
| 1   | Constitución Política de la República de Guatemala | Tiene una regulación legal específica para los municipios en los artículos 253 al 262. |
| 2   | Ley Electoral y de Partidos Políticos              | Ley de carácter constitucional aplicable a los municipios en el tema de la conformación de sus autoridades electas. |
| 3   | Código Municipal                                   | Decreto 12-2002 del Congreso de la República de Guatemala. Tiene la categoría de ley ordinaria y contiene preceptos generales aplicables a todos los municipios, e inclusive contiene legislación referente a la creación de los municipios.             |
| 4   | Ley de Servicio Municipal                          | Decreto 1-87 del Congreso de la República de Guatemala. Regula las relaciones entra la municipalidad y los servidores públicos en materia laboral. Tiene su base constitucional en el artículo 262 de la constitución que ordena la emisión de la misma. |
| 5   | Ley General de Descentralización                   | Decreto 14-2002 del Congreso de la República de Guatemala. Regula el deber constitucional del Estado, y por ende del municipio, de promover y aplicar la descentralización y desconcentración económica y administrativa.                                |

El gobierno de los municipios de Guatemala está a cargo de un Concejo Municipal mientras que el código municipal —que tiene carácter de ley ordinaria y contiene disposiciones que se aplican a todos los municipios de Guatemala— establece que «el concejo municipal es el órgano colegiado superior de deliberación y de decisión de los asuntos municipales […] y tiene su sede en la circunscripción de la cabecera municipal». Por último, el artículo 33 del mencionado código establece que «[le] corresponde con exclusividad al concejo municipal el ejercicio del gobierno del municipio».
El concejo municipal se integra con el alcalde, los síndicos y concejales, electos directamente por sufragio universal y secreto para un período de cuatro años, pudiendo ser reelectos.
Existen también las Alcaldías Auxiliares, los Comités Comunitarios de Desarrollo (COCODE), el Comité Municipal del Desarrollo (COMUDE), las asociaciones culturales y las comisiones de trabajo. Los alcaldes auxiliares son elegidos por las comunidades de acuerdo a sus principios, valores, procedimientos y tradiciones, estos se reúnen con el alcalde municipal el primer domingo de cada mes. Los Comités Comunitarios de Desarrollo y el Consejo Municipal de Desarrollo tiene como función organizar y facilitar la participación de las comunidades priorizando necesidades y problemas.
Los alcaldes que ha habido en el municipio son:
- 2012-2016: Fabián Cortés[7]

## Historia
Los habitantes de Conguaco son descendientes de la raza Pipil y Pocomam que a su vez habitaron en el Valle de Jalpatagua y Pasaco. En el siglo xvi se habla de una «anexión» de cuatro poblados próximos al pueblo; dicha anexión la conformaban Conguaco, Moyuta, Azulco y Pasaco. En 1740, Alfonso Crespo estableció una delimitación geográfica en la que menciona al pueblo de Conguaco con ciento tres indios de ambos sexos y de todas las edades. 
El arzobispo Pedro Cortés y Larraz llegó a la parroquia de Conguaco en 1770 como parte de su visita pastoral a toda la diócesis de Guatemala. En el tiempo de esta visita, era la cabecera de la parroquia de Conguaco, con los pueblos de Ysulca (Azulco), Moyuta, Pasaco, y Jalpatagua como anexos. Tenía una población de 1130 personas en 226 familias. Se hallaba a cargo del cura don Isidro Pérez de Vega y un coadjutor Don Desiderio Figueroa. Las cosechas de la parroquia eran maíces y caña pero con escasez, también se describió que había mucho ganado. Dijo que había mucha pobreza entre los indígenas, que el idioma que se hablaba era el Popoluca, pero que entendían el castellano. La renta era de 1393 pesos y 3 reales.
Domingo Juarros en 1808, anotó que Conguaco era la cabecera del municipio de Guazacapán, lo cual se confirma en el anexo a la circular que fue enviada al Jefe Interino de Centroamérica, Gabino Gainza, el 7 de noviembre de 1821, en ocasión de la elección de diputados del Congreso de las Provincias Unidas de Centro América.

### Tras la Independencia de Centroamérica
La constitución del Estado de Guatemala promulgada el 11 de noviembre de 1825 estableció los circuitos para la administración de justicia en el territorio del Estado y menciona que el poblado de Conguaco era parte del Circuito de Jalpatagua en el Distrito N.º 3 (Mita), junto con Jalpatagua, Sacualpa, Tempisque, Asulco, Comapa, Moyuta, Pasaco, Sapuyuca, San Vicente, Coco, Platanar, San Diego, Laguna Grande, Don Melchor, San Isidro, Soyate y Coatepeque.

### Creación del distrito de Jutiapa
La República de Guatemala fue fundada por el gobierno del presidente capitán general Rafael Carrera el 21 de marzo de 1847 para que el hasta entonces Estado de Guatemala pudiera realizar intercambios comerciales libremente con naciones extranjeras.  El 25 de febrero de 1848 la región de Mita fue segregada de Chiquimula, convertida en departamento y dividida en tres distritos: Jutiapa, Santa Rosa y Jalapa.  Específicamente, el distrito de Jutiapa incluyó a Jutiapa como cabecera, Yupiltepeque, Asunción y Santa Catarina Mita y los valles aledaños que eran Suchitán, San Antonio, Achuapa, Atescatempa, Zapotitlán, Contepeque, Chingo, Quequesque, Limones y Tempisque;  además, incluía a Comapa, Jalpatagua, Asulco, Conguaco y Moyuta.
Debido a que para formar los distritos de Jalapa y Jutiapa se tomaron algunos pueblos de Chiquimula y Escuintla, al suprimirse dichos distritos por el decreto del Gobierno del 9 de octubre de 1850.

### Leyenda sobre su fundación
Cuentan que el lugar donde estaba asentada la población era una laguna y que a la orilla de dicho lugar encontraron una imagen muy parecida al apóstol San Pedro. Elaboraron un altar entre todos los feligreses, pero sucedía que en las noches desaparecía la imagen, esto pasaba con regularidad, por lo que decidieron edificar una iglesia, cuando escogieron el lugar para edificarla la laguna desapareció y el lugar se convirtió en una hermosa planicie y fue allí donde se construyó el templo y en sus alrededores inició la edificación del pueblo de Conguaco.

## Tradiciones
La fiesta patronal de Conguaco se celebra de 5 al 9 de diciembre, en honor a la Patrona del lugar La Virgen de Concepción. Se hacen diferentes actividades sociales, culturales y religiosas.
La tradición de la famosa «pinoleda» se celebra el 24 de abril en honor al apóstol San Marcos; el pinol se hace de maíz, carne de venado, carne de conejo, carne de cerdo, y semilla de ayote con jute. Esta celebración se presta para el compartimiento entre todos la vecinos que llegan del municipio aldeas y caseríos, así como también visitantes de municipios aledaños.
Para la Semana Santa se acostumbra a sacar en procesión al Cristo yacente de la parroquia. En esta tradición participan los vecinos del lugar, que elaboran alfombras para el paso del cortejo.

## Costumbres
Se acostumbra realizar peleas de gallos y toreadas, además de celebrar las fiestas patrias, fiestas patronales, fiestas de cumpleaños, encuentros deportivos, horas culturales y festivales rancheros.
Se acostumbra también en Semana Santa a hacer alfombras de aserrín. Para Navidad robarse al niño Jesús y después entregárselo al dueño.
Una de las tradiciones más emblemáticas del pueblo es frecuentar el «peladero» o como se conoce en el municipio «El Pompilio». Cada noche hombres de diferentes edades y posición social y económica se dan cita para hablar de los asuntos más relevantes del pueblo, donde salen a luz cientos de historias, algunas ciertas, otras no tanto, pero sirve para pasar el rato y distraerse.[cita requerida]